# Даниил (Кузнецов)
Епи́скоп Дании́л (в миру Семён Олегович Кузнецов; род. 16 февраля 1980, Чёрная Холуница, Кировская область) — архиерей Русской православной церкви, епископ Гурьевский, викарий Кемеровской епархии.

## Биография
Родился 16 февраля 1980 года в посёлке Чёрная Холуница Омутнинского района Кировской области в семье рабочих.
В 1997 году окончил среднюю школу № 5 посёлке Чёрная Холуница Омутнинского района Кировской области.
В 1997—2001 годы обучался в Саратовской духовной семинарии.
12 июля 2001 года рукоположён во диакона архиепископом Саратовским и Вольским Александром в Покровском соборе Саратова. 13 июля назначен штатным диаконом архиерейского крестового храма в честь иконы Божией Матери «Утоли моя печали» г. Саратова и помощником проректора по воспитательной работе в Саратовской духовной семинарии.
2 августа 2001 года рукоположён во пресвитера архиепископом Саратовским и Вольским Александром в Свято-Духовском кафедральном соборе Саратова и назначен штатным клириком этого храма.
22 апреля 2002 года принят в клир Вятской епархии и назначен штатным клириком Александро-Невской церкви г. Омутнинска.
В 17 февраля 2005 года по 24 апреля 2006 года — настоятель Александро-Невской церкви в Омутнинске.
С июля 2005 года — благочинный Омутнинского округа.
В апреле 2006-го — июне 2009 года — настоятель Троицкого собора города Омутнинска.
20 апреля 2008 года в Свято-Трифоновом монастыре в Кирове наместником обители игуменом Иовом (Муравьёвым) был пострижен в монашество с именем Даниил в честь преподобного Даниила Переяславского.
В январе 2009 года участвовал в работе Поместного собора Русской православной церкви как делегат от монашествующих Вятской епархии.
С 11 июня 2009 года — штатный клирик Свято-Успенского кафедрального собора Трифонова мужского монастыря г. Кирова.
В 2009 году поступил в Московскую духовную академию, где в настоящее время завершает обучение.
С 9 октября 2009 года по 28 марта 2010 года — проректор Вятского духовного училища.
26 марта 2010 года возведён в сан игумена.
С марта 2010 года по август 2011 года — ректор Вятского духовного училища.
С сентября 2011 года — проректор по воспитательной и хозяйственной работе в Вятском духовном училище.
28 июня 2017 года епископ Бишкекской и Кыргызстанской епархии Русской православной церкви Даниил обратился в правоохранительные органы г. Москвы. На Тверской улице неизвестный требовал от него деньги. В случае отказа он грозил публикацией сведений, способных нанести вред священнослужителю. Передача фальшивых купюр проходила в Домодедово. Задержание произошло в момент передачи денег. В нём приняли участие сотрудники полиции, ФСБ и Росгвардии.

### Архиерейство
4 октября 2012 года определением Священного Синода Русской православной церкви избран епископом Уржумским и Омутнинским.
14 октября 2012 года в Успенском соборе Трифонова монастыря митрополитом Вятским и Слободским Марком возведён в сан архимандрита.
30 ноября 2012 года в Тронном зале Патриарших покоев кафедрального соборного Храма Христа Спасителя в Москве наречён во епископа Уржумского и Омутнинского.
23 декабря 2012 года в кафедральном соборе Христа Спасителя в Калининграде хиротонисан во епископа во епископа Уржумского и Омутнинского. Хиротонию совершили: Патриарх Московский и всея Руси Кирилл, митрополит Саранский и Мордовский Варсонофий (Судаков), митрополит Вятский и Слободской Марк (Тужиков), епископ Балтийский Серафим (Мелконян), епископ Солнечногорский Сергий (Чашин), епископ Яранский и Лузский Паисий (Кузнецов).
25 июля 2014 года решением Священного Синода назначен епископом Бишкекским и Кыргызстанским (Среднеазиатский митрополичий округ).
По прибытии в Киргизию выразил беспокойство активностью сект: «Я был удивлён тем, что в республике открыто действуют те религиозные организации, которые запрещены во многих странах мира, в том числе и в России. Для них здесь непаханое поле. Они привлекают людей своей простотой и этим маскируют свои истинные цели».
27 мая 2022 года решением Священного Синода РПЦ освобождён от управления Бишкекской епархией и назначен викарием Вятской епархии с титулом «Оричевский».
25 августа 2022 года решением Священного Синода РПЦ назначен викарием Кемеровской епархии с титулом «Гурьевский».

## Награды
- Орден «Достук» (30 августа 2017, Кыргызстан) — «за особый вклад в развитие социально-экономического, духовного и интеллектуального потенциала Кыргызской Республики»[10]. Вручён президентом Кыргызстана Алмазбеком Атамбаевым[11].
- медаль святителя Софонии (Сокольского) (2021 год, Православная церковь Казахстана)[12].